# ياكوبا سيلا
ياكوبا سيلا (بالفرنسية: Yacouba Sylla)‏ وهو لاعب كرة قدم مالي في مركز الوسط ولد في يوم 29 نوفمبر 1990 في بلدة إيتامبيه في فرنسا وهو يلعب حالياً مع نادي قيصري إيريسيسبور في تركيا كمعار من نادي استون فيلا ولعب مع منتخب مالي لكرة القدم وسبق له اللعب مع نادي كليرمونت ولعب مع منتخب مالي لكرة القدم ولعب مع منتخب فرنسا تحت 21 سنة لكرة القدم.

## روابط خارجية
- ياكوبا سيلا على موقع الاتحاد الدولي (مؤرشف)  (الإنجليزية)
- ياكوبا سيلا على موقع اتحاد تركيا (لاعب) (الإنجليزية)
- ياكوبا سيلا على موقع رابطة كرة القدم الفرنسية للمحترفين (الإنجليزية)
- ياكوبا سيلا على موقع قاعدة بيانات كرة القدم.إي يو (الإنجليزية)
- ياكوبا سيلا على موقع ناشيونال فوتبول تيمز (الإنجليزية)
- ياكوبا سيلا على موقع Soccerbase.com (لاعب) (الإنجليزية)
- ياكوبا سيلا على موقع Soccerway.com (الإنجليزية)
- ياكوبا سيلا على موقع عالم كرة القدم.نت (الإنجليزية)
- ياكوبا سيلا على موقع AS.com (الإسبانية)